# Drones (пісня)
Drones — пісня гурту Muse з їх однойменного альбому, яка є першою а капельною композицією гурту без будь-яких інструментів або електронних елементів.
Головною її темою стала композиція «Benedictus» з Missa Papae Marcelli, що ствонена Джованні П'єрлуїджі да Палестріною, до якої Белламі написав свої слова.
Є останнім треком в альбомі Drones, що узагальнює епілог другої історії  альбому дронів і закінчується словом «Амінь» (англ. Amen). На відмінну від інших пісень, ця була записана в старому гастрольному автобусі Боба Ділана.